# MGEA5
MGEA5‏ (O-GlcNAcase) هوَ بروتين يُشَفر بواسطة جين MGEA5 في الإنسان.